# Jimmy Wade
Jimmy Wade, violinista, trompetista y líder de una banda de jazz estadounidense[cita requerida].
Wade comenzó a liderar grupos en el área de Chicago sobre el año 1916. Tocó en California, Seattle y Washington con Lucille Hegamin, y luego se fue, junto con Lucille a Nueva York, en dónde comenzaron a tocar juntos hasta el año 1922. Cuando vuelve a Chicago, comienza a tocar con Doc Cooke, y más adelante forma otro grupo: "Jimmy Wade's Syncopators". Eddie South tocó en esta formación desde  1924 a 1927. Otros músicos notables fueron Punch Miller y Alex Hill, grabando ambos con él y con Darnell Howard en 1928. 
Wade pasó la mayor parte de su carrera como líder de banda, aunque las reediciones de su material usualmente han sido hechas bajo los nombres de sus más conocidos compañeros de banda como South, Miller, o Hill.